# Serviettenring

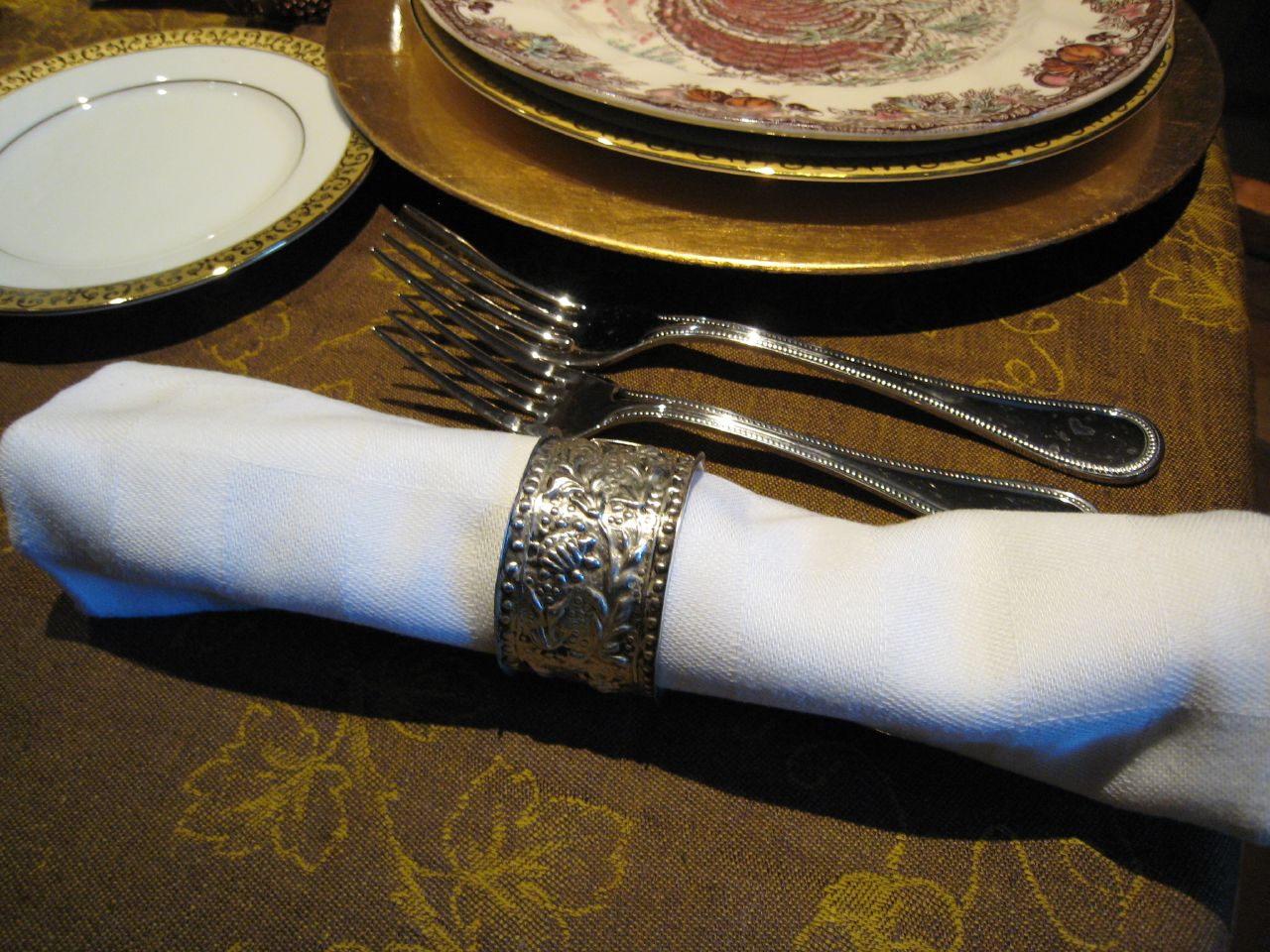
Serviettenring als Silberring

Ein Serviettenring ist ein Ring aus verschiedenen Materialien, der Servietten auf dem gedeckten Tisch zusammenhält. Er ist ursprünglich ein Accessoire der bürgerlichen europäischen Tischkultur.
Stoffservietten, die es vor der Einführung der Papierserviette gab, sollen bei mehrmaligen Gebrauch, bevor sie je nach Verschmutzung in die Wäsche gehen, dem jeweiligen Familienmitglied zugeordnet werden können. Dazu können die Servietten mit einem Monogramm individualisiert werden oder die an sich gleichförmigen Servietten werden jeweils bei der Ablage markiert. Unterscheidbare Serviettenringe können dafür ein Hilfsmittel sein. Die Ringe halten die Servietten außerdem in Form, so dass die Servietten die Ordnung des gedeckten Tisches unterstreichen. Letzterer Zweck überwiegt heute, da im Alltag meist Papierservietten verwendet werden.
Serviettenringe kamen mit der Verfeinerung der bürgerlichen Tischsitten während der Biedermeierzeit Anfang des 19. Jahrhunderts in Gebrauch. Sie können aus verschiedenen Materialien und verschieden aufwändig gefertigt sein, vom Wollfaden bis zum Sterlingsilberring, um den praktischen und den Repräsentationsbedürfnissen zu genügen. Truman Capote charakterisierte um 1948 in seinem Roman Sommerdiebe ein junges Mädchen als bourgeois as a nap kin ring, übersetzt als spießbürgerlich wie ein Serviettenring.
Serviettenringe sind auch Sammlerobjekte und Gegenstand des Antiquitätenhandels.

Serviettenringe
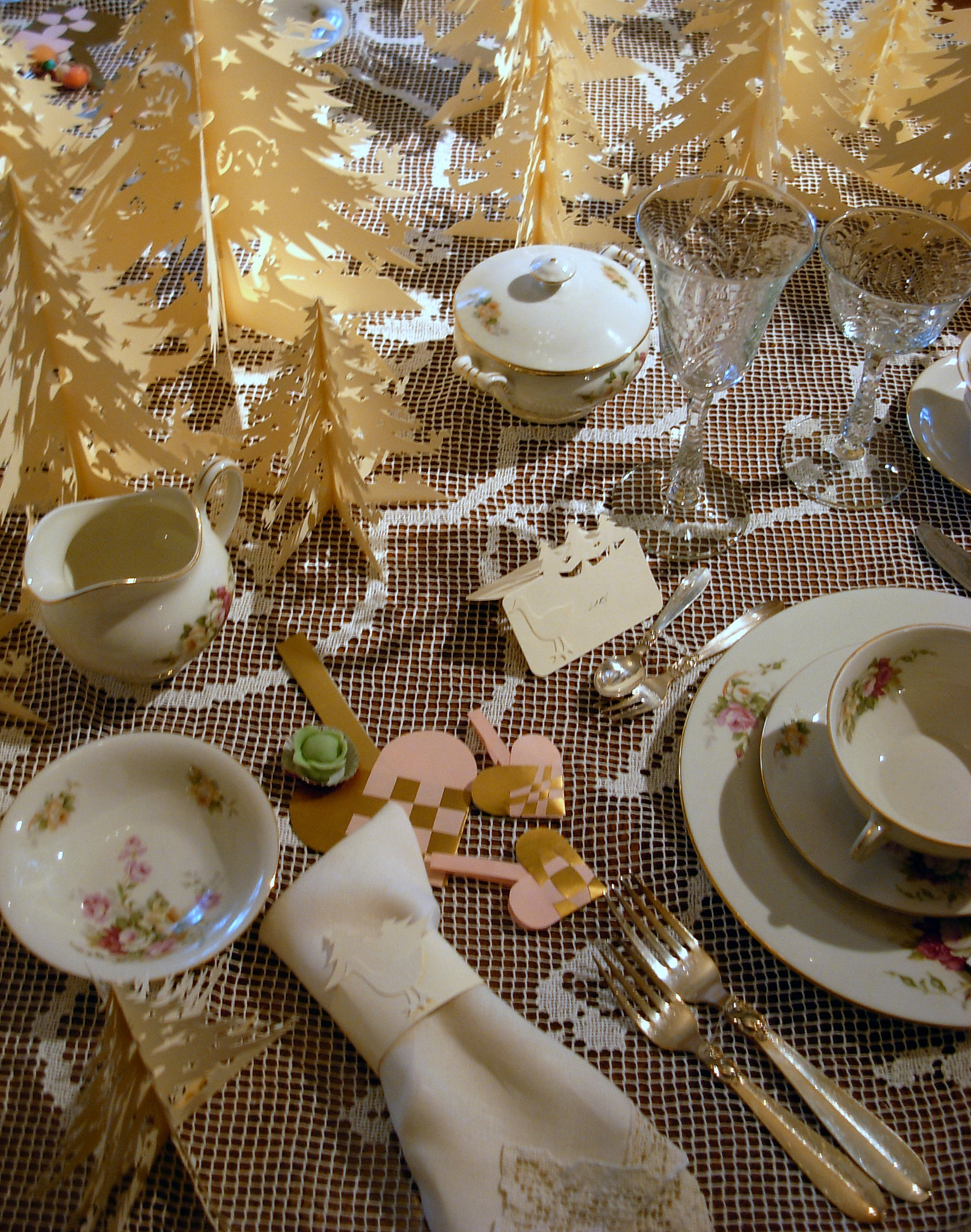
Papierkunstwerk
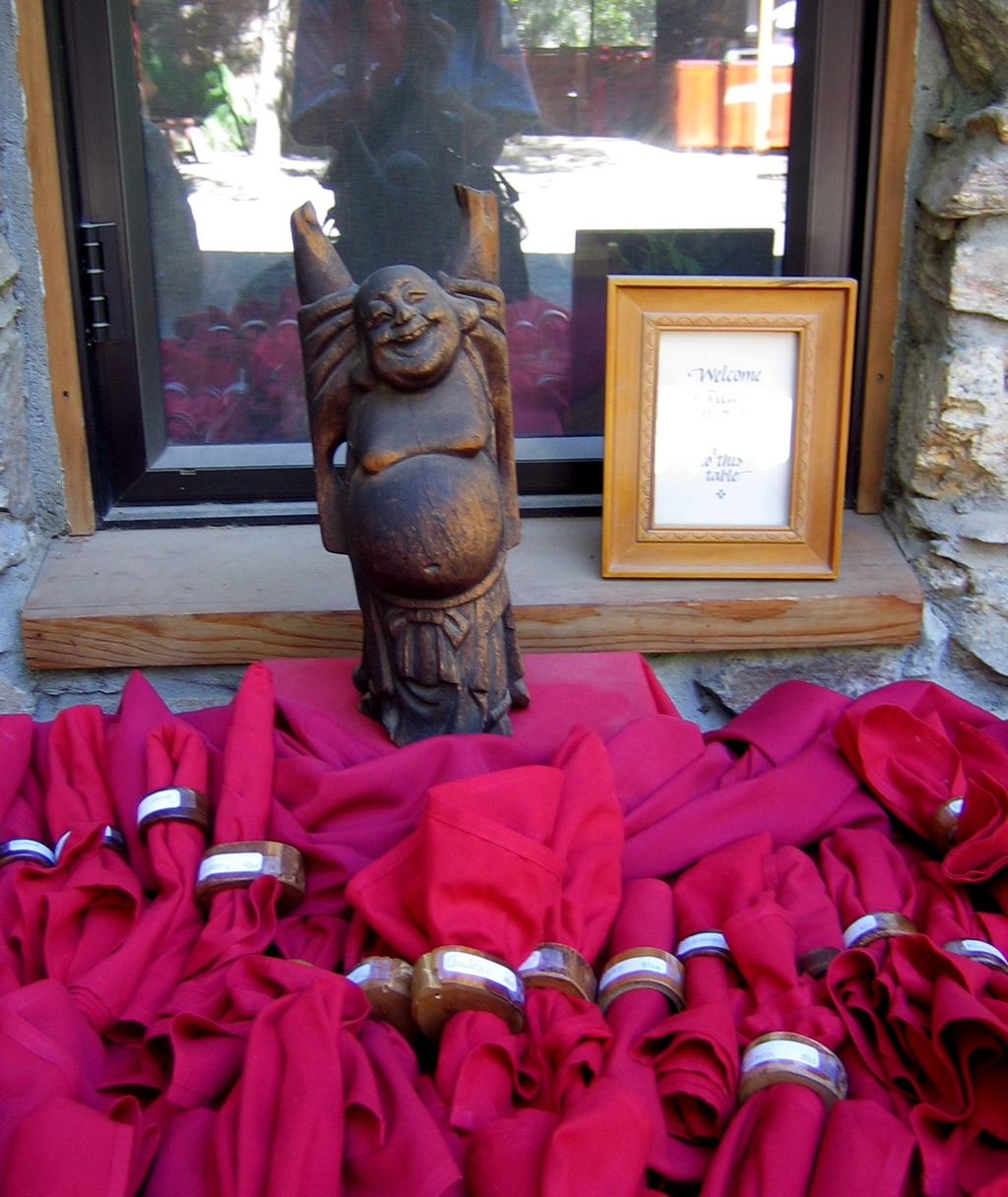
Steinringe mit Papiernamensschildern
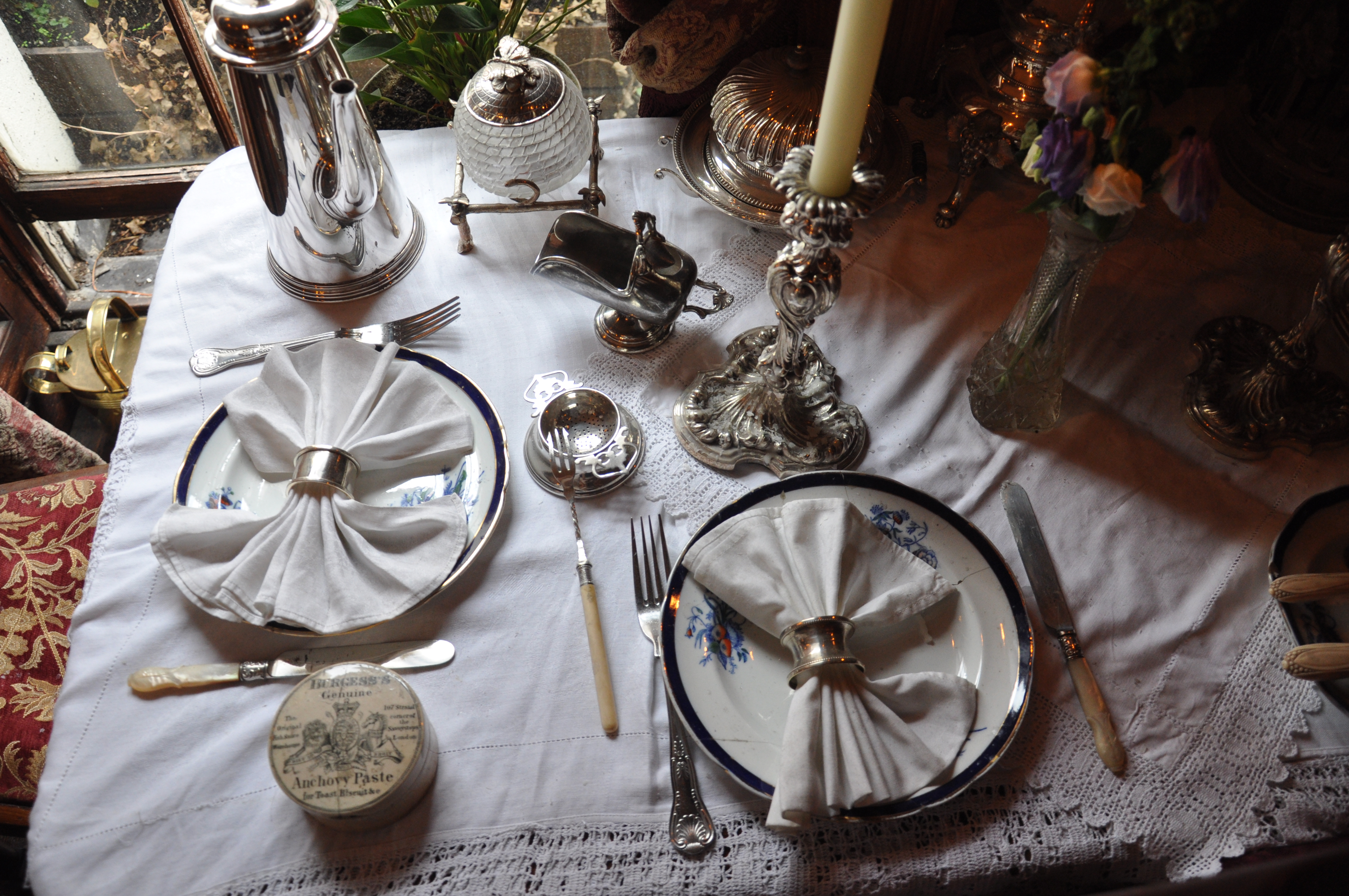
Silberringe in zwei Formen
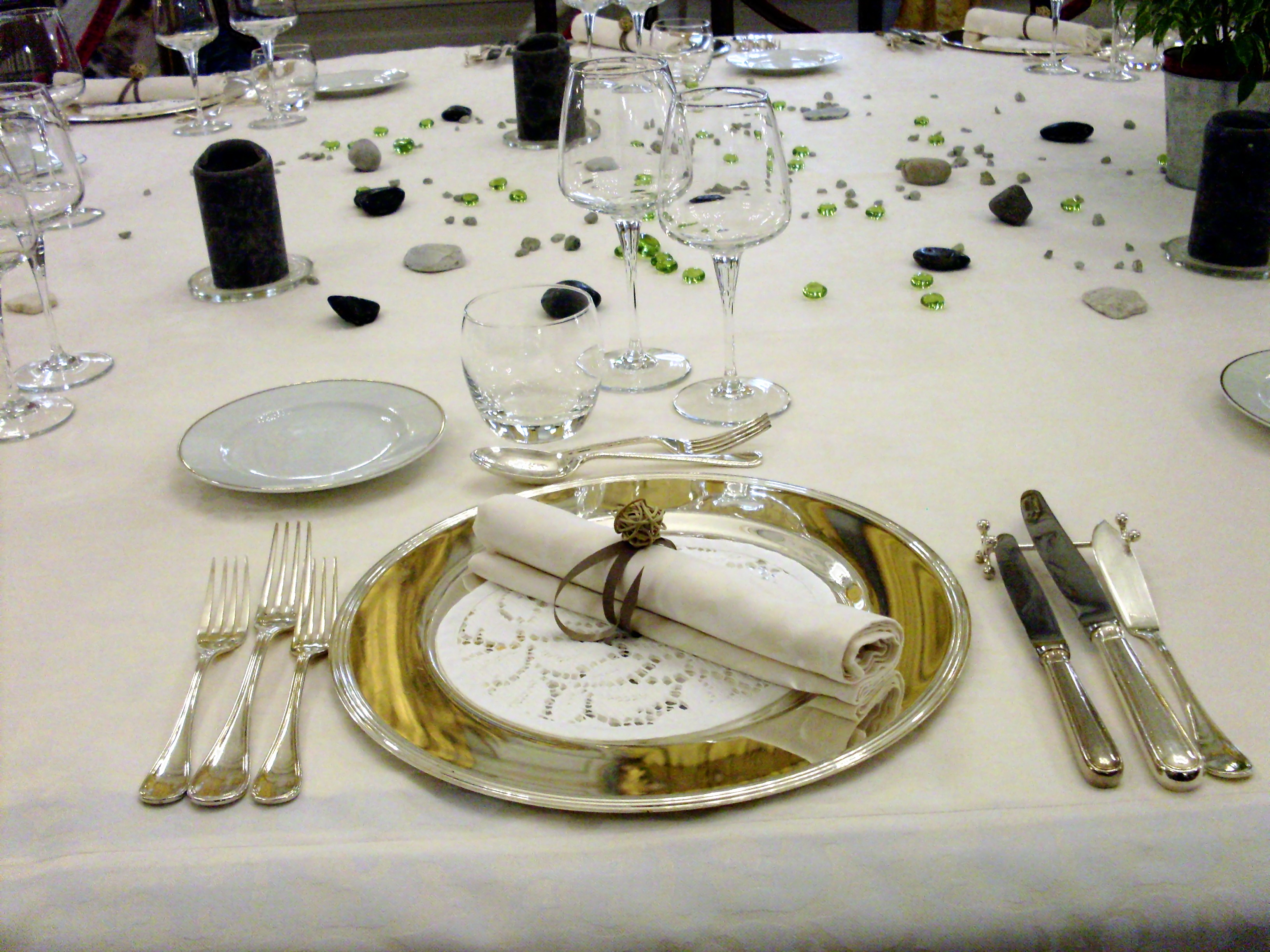
Stoffband mit Applikation
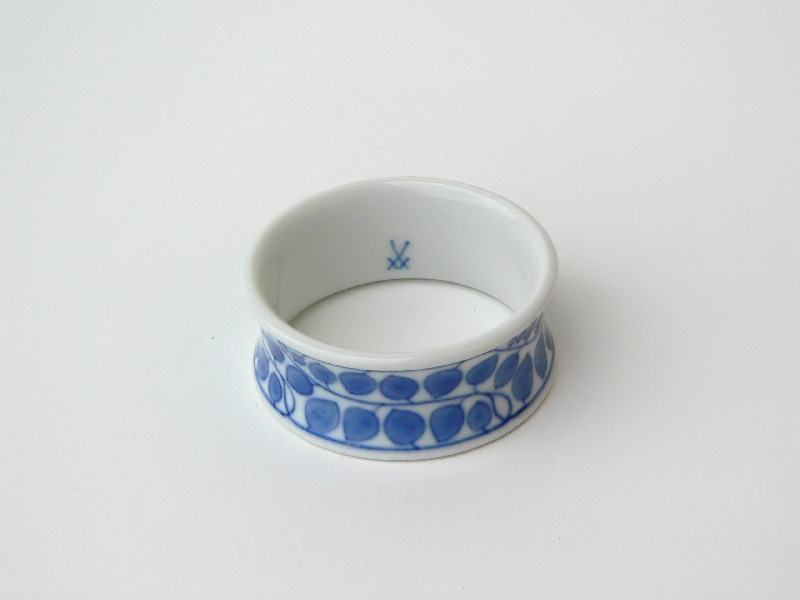
Meißener Porzellan
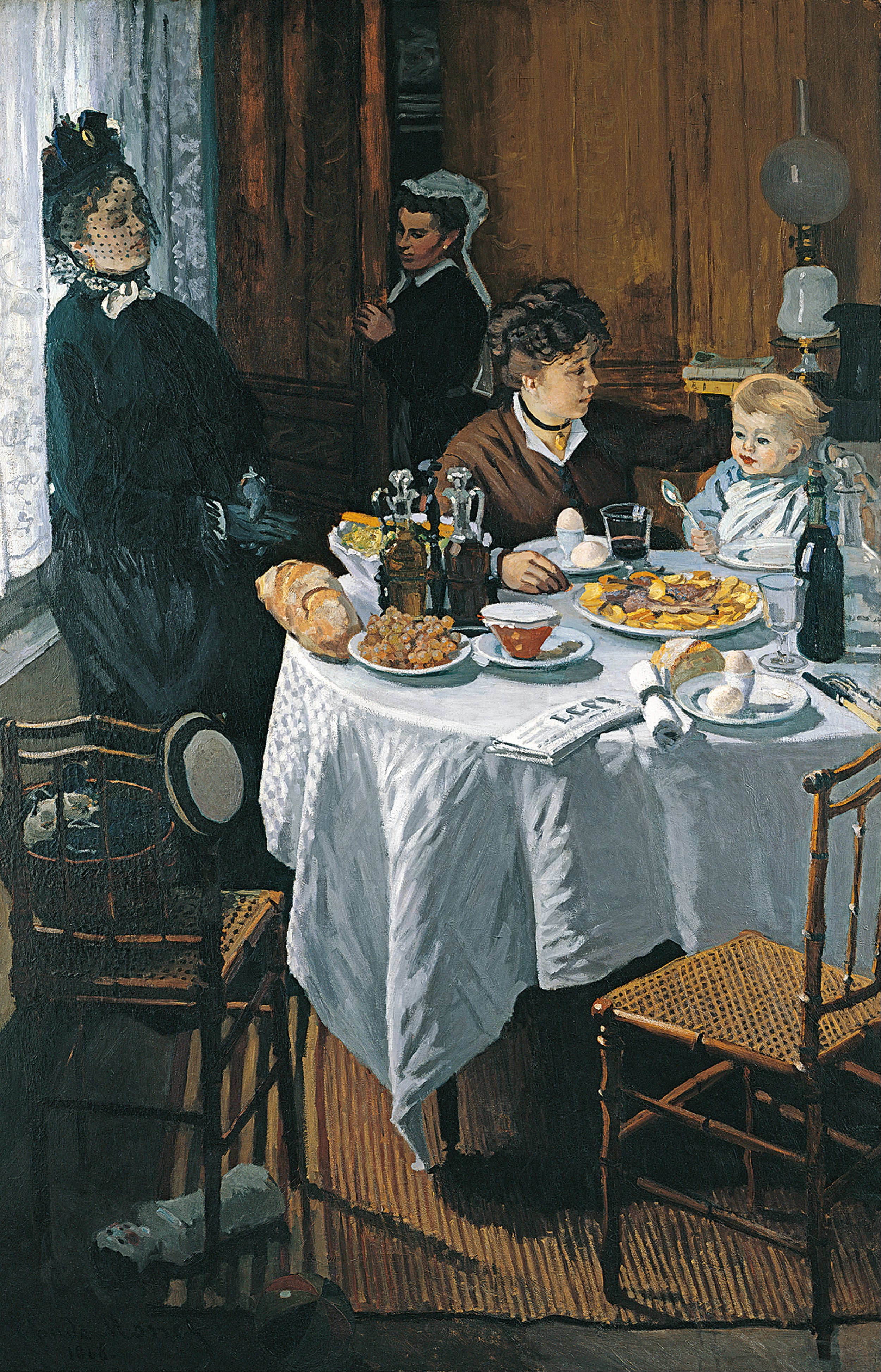
Claude Monet: Das Frühstück 1868